# Hubert de Blanck
Hubertus Christiaan (Hubert) de Blanck (14 juni 1856 - 28 november 1932) was een Cubaanse pianist, componist en pedagoog van Nederlandse afkomst.
Hubert de Blanck was de zoon van violist Willem de Blanck (1832-1893) en zangeres Reine Valet (1835-1868).
Zijn ouders waren muzikanten, in 1855 ingeschreven in Rotterdam, die regelmatig van huis waren om op te treden tijdens kermissen en andere gelegenheden.
Huberts vader trad waarschijnlijk in Utrecht of een andere plaats op toen De Blanck daar werd geboren, omdat zijn geboorteaangifte op de zestiende door de vroedvrouw, Mechteld van der Slote, werd gedaan. Zijn geboortehuis was op de Pauwsteeg wijk H 207, tegenwoordig Pauwstraat 11. Maar zijn eerste levensjaren woonde hij samen met zijn ouders en oudere zus Anna in Rotterdam op de Raamstraat 501,
in het logemeny de Oude Drie Kroonen. Waarschijnlijk woonde hij rond 1864 in Brussel, waar Anna aan het conservatorium studeerde.

## Opleiding
Hubert studeerde muziek bij zijn vader tot februari 1865, toen hij werd toegelaten tot het Conservatoire Royal de Musique de Liège.
Daar studeerde hij piano bij Felix Étienne Ledent (1816-1886) en solfège.
In 1869, dertien jaar oud, won hij de tweede prijs in de jaarlijkse pianocompetitie van het conservatorium met Hummels concert in bes voor piano en orkest opus 89. Zijn zus Anna Frederika, op 22 augustus 1854 in Rotterdam geboren, had van 1865-1869 al vier prijzen in de viool- en kamermuziekcompetities gewonnen.
In november 1869 besloot hij het conservatorium te verlaten en verhuisde hij naar Brussel.
In 1870 waren hij en Anna solisten bij concerten door het Théâtre-Concert Allemand et Français onder directie van S. Ebelsbacher.
In juni in de concertzaal IJ. van der Wielen te Leeuwarden (Hubert wordt in advertenties in de Leeuwarder Courant abusievelijk vermeld als solo-violist) en in juli in Musis Sacrum in Den Helder, in september in Zierikzee en in de Schuttershof in Middelburg. Mogelijk ook nog in andere plaatsen.
Na het spelen van een concert in het Koninklijk Paleis van Brussel, ontving hij van koning Leopold II (1835-1909) een stipendium om te kunnen gaan studeren aan een conservatorium van zijn keuze. Huberts vader koos Keulen. Het gezin verhuisde daarnaartoe in 1871.
Aan het conservatorium van Keulen studeerde De Blanck twee jaar piano bij Ferdinand Hiller (1811-1885), die in 1850 het Conservatorium der Musik in Coeln had opgericht. Ook studeerde hij harmonie- en compositieleer.

## Concertpianist
De Blanck verhuisde in 1873 naar Sint-Petersburg, waar hij op zeventienjarige leeftijd zijn formele debuut als concertpianist maakte.
Datzelfde jaar trad hij op in Rusland, Zwitserland en Duitsland. In 1874 werd hij benoemd tot muzikaal leider van het El Dorado-theater van Warschau, maar hij verliet de post het volgende jaar. Later keerde hij terug naar zijn ouders in Keulen, waar hij de vroegrijpe Braziliaanse violist, Eugène Maurice Dengremont (1866-1893) ontmoette. De twee waagden zich al snel aan diverse tournees in Europa, waaronder succesvolle tournees in Duitsland en Denemarken. In januari 1880 speelde het duo in Dresden, in aanwezigheid van de Duitse keizer Wilhelm I (1797-1888). Een Saksisch dagblad vermeldde dat na de voorstelling de keizer De Blanck een in goud ingelegde robijn gaf, een blijk van zijn bewondering voor de pianist. Een muziekcriticus uit Kopenhagen merkte op dat de pianist vurige en overvloedige applaus ontving, dat ons gereserveerd publiek niet gewend is te geven.

## Amerika
De Blanck en Dengremont vonden al snel hun weg naar Amerika. In april 1880 landden ze in Rio de Janeiro, waar ze werden ontvangen aan het hof van keizer Peter II van Brazilië (1825-1891). Vervolgens gaf het duo tien concerten in Buenos Aires, te beginnen met een concert in het Politeama op 3 oktober van dat jaar. Ze traden een aantal malen op in het Teatro Colón en op 16 november namen ze deel aan een groot benefietconcert, waarvan uit de opbrengst de oprichting werd gefinancierd van een monument voor de herdenking van de honderdste verjaardag van de introductie van de boekdrukkunst in Buenos Aires. De Argentijnse regering kende De Blanck een medaille toe voor zijn deelname aan het concert.
In februari 1881 gaf de pianist een solo-optreden in Buenos Aires, waarna hij naar de Verenigde Staten reisde voor een reeks concerten.
Bij aankomst in New York trad hij op met het New York Philharmonic onder leiding van Theodore Thomas (1835-1905) in Webers Konzertstück in f voor piano en orkest opus 79. Hij werd later beloond met de positie van docent piano aan het New York College of Music, een post die daarvoor in handen was van de Hongaarse pianist en componist Rafael Joseffy (1852-1915). In de weken die volgden, ontmoette hij de jonge Ana María García Menocal (1855-1900), nicht van de toekomstige president van Cuba, Mario García Menocal (1866-1941). Ze trouwden in New York op 24 december 1881. Uit dit huwelijk werden zes kinderen geboren: vijf zonen, Guillermo (Willy), Huberto, Armando, Florencio, Narciso en een dochter, Rosario.
In de kerstvakantie van het College, december 1882, bezocht De Blanck, samen met zijn vrouw, Havana voor de eerste keer. Hij gaf er, samen met Anselmo López (1841-1920) en Serafín Ramirez (1833-1907), een uitvoering van Anton Rubinsteins trio in Bes voor viool, cello en piano opus 52. Cuba's meest bekende kunstenaars, waaronder Ignacio Cervantes (1847-1905), Pablo Desvernine (1823-1910) en Nicolas Ruiz Espadero (1832-1890), juichten de bezoekende pianist toe. Na zijn terugkeer in New York, ging De Blanck door met doceren en trad hij op in tal van concerten.
In februari 1883 stond De Blanck op de omslag van New Yorks Musical Courier, een befaamd tijdschrift van die tijd.

## Cuba
In datzelfde jaar 1883 verhuisde hij naar Havana en begon een nieuw leven met zijn vrouw en kinderen. Hij begon onmiddellijk met het smeden van banden met belangrijke leden van de Cubaanse kunstgemeenschap en werd al snel benoemd tot president van de philharmonische sectie van La Caridad del Cerro.
In maart 1884 organiseerde en voerde hij, met behulp van de gouverneur-generaal, een festival uit in het Tacon-theater
om geld in te zamelen voor de bouw van het Reina Mercedes-ziekenhuis. Het evenement was een buitengewoon succes.
De daaropvolgende november richtte De Blanck de Sociedad de Musica Classica op. Dit deed hij samen met de in België geboren violisten José en Feliz Vandergucht, de cellist Charles Werner, en de altviolist Tomas de la Rosa.
Het ensemble werd geformeerd met als doel het spelen van hoofdzakelijk kamermuziek. In 1886 werd de Sociedad de Classica Music bekend als de Sociedad de Cuartetos Clássicos, die bleef bestaan tot 1889. De musici waren Tomas de la Rosa, Anselmo López, Angel Tempesti en De Blanck zelf.
In 1909 blies De Blanck de Sociedad nieuw leven in, samen met Juan Torroella (1874-1938), Arturo Quiñones, Constante Chane en Antonio Mompo. Toroella leidde de Sociedad de daaropvolgende decennia.

## Conservatorium Hubert de Blanck
Volledig opgenomen in de muzikale gemeenschap en sfeer van Cuba, begon De Blanck na te denken over het ontbreken van een conservatorium in Havana. In augustus 1885 ontmoette hij verschillende Cubaanse professoren in het huis van Anselmo López en heeft hij het idee geopperd voor het oprichten van een Cubaans conservatorium. De groep kwam een aantal malen bijeen, maar het project liep vast. De Blanck besloot vervolgens om het alleen te doen. Hij benoemde Gabriel Morales Valverde ('Edgardo') tot secretaris van het conservatorium en wees Anselmo López, Ernesto Edelmann, José Prudencio Mungol (1837-1890), Tomás Ruiz (1834-1888), Juan Miguel Joval en Mariano Cuero aan als haar eerste leraren. Vooral Rafael Montoro en Anselmo López bewezen hun diensten in het project. Spoedig daarna werd Ramón Suárez Inclán benoemd tot erevoorzitter voor zijn werk als filantroop en zijn toewijding aan de muziek en de kunst.
Het nieuwe conservatorium werd gefinancierd door Del Cerro La Caridad, La Disputacion Provincial, de Real Sociedad Económica, de nationale regering, de Ayuntamiento de La Habana en werd op 1 oktober 1885 geopend, met onder andere de bekende Ernesto Lecuona (1895-1963) als een van Huberts eerste studenten. Oorspronkelijk genaamd het Hubert de Blanck Conservatorium, werd het later omgedoopt tot het Conservatorio Nacional de Música y Declamación.
De Blanck werd in 1896 door de Spaanse machthebbers gedeporteerd vanwege zijn banden met Cubaanse rebellen in hun strijd voor onafhankelijkheid van Spanje. Na de onafhankelijkheidsoorlog (1895-1898) keerde hij in 1899 naar Cuba terug.
Na de dood van zijn eerste vrouw in 1900, trouwde De Blanck in 1902 met een van zijn studenten, Pilar Martín (1883-1955).
Het echtpaar kreeg drie kinderen: Margot, Ernesto en Olga.

## Composities
Hubert de Blanck componeerde in een romantische stijl onder andere symfonische muziek, kamermuziek, pianomuziek, liederen, zarzuela's en vijf opera's, alle vijf op libretti van Ramón Espinosa de los Monteros: Hicaona (1889), Los Hijos de los Peregrinos (1891), Patria (1899), Actea (1905) en La Princesa Morisca (1906). Slechts de derde, Patria, werd uitgevoerd.

## Overlijden
Hubert de Blanck overleed in 1932 op 76-jarige leeftijd en werd begraven op de begraafplaats Cristóbal Colón in Havana. Veelgeprezen in Cuba tijdens zijn leven voor zijn belangrijke bijdrage aan de cultuur van het land, werd hij later geëerd op een Cubaanse postzegel, uitgegeven rond zijn honderdste geboortedag. Het in 1955 geopende Teatro Hubert de Blanck (267 zitplaatsen) in de wijk Vedado in Havana draagt zijn naam, evenals het in 1991 opgerichte theatergezelschap Compañia Teatral Hubert de Blanck.